# Lund (Wisconsin)

hrabstwo Pierce

hrabstwo Pepin

Lund w stanie Wisconsin jest niewielką jednostką osadniczą, leżącą na granicy dwóch hrabstw – Pepin i Pierce. Najbliższe większe miejscowości to miasta Pepin i Stockholm. Nazwa Lund pochodzi od szwedzkiego miasta Lund.
Atrakcją turystyczną wioski, jest oddalona o około 1 milę autentyczna chata z bali, w której urodziła się i spędziła pierwsze lata życia Laura Ingalls Wilder.